# Avie Tevanian
Avadis "Avie" Tevanian é um ex vice-presidente sênior de engenharia de software da Apple, de 1997 a 2003, e ex diretor chefe de tecnologia de software de 2003 a 2006.[carece de fontes?]
É membro do direção de ferramentas com software embutido da companhia Green Hills Software. Tevanian foi responsável pela criação da direção da tecnologia de software da Apple, onde foi o principal desenvolvedor do OS X.
É descendente de armênios.